# Иоасаф I Кокка
Иоасаф I Кокка (греч. ᾿Ιωάσαφ ὁ Α´ Κό(κ)κας (Κούσας); XV век — не ранее 1463) — патриарх Константинопольский (1462—1463; по другим данным, конец 1464 — начало 1465/1466).

## Биография
В тех немногих свидетельствах о деятельности патриарха Иоасафа I Кокки содержатся временами противоречивые сведения. Так в одной из греческих летописей сообщается, что Иоасаф был возведен на патриарший престол после смерти Исидора II (ум. 1462). Однако тот же источник указывает, что Иоасаф уже был патриархом и прежде, в то время, когда было совершенно нападение на город Трапезунд со стороны османского султана Мехмеда II, что было собственно годом ранее в 1461 году. 
Во время своего патриаршества Иоасаф старался исправлять плохие нравы в обществе, призывая придерживаться церковных канонов. Однако видя крайний разврат среди клириков, а также презрительное отношение даже к самому патриарху, Иоасаф от горести впал в отчаяние, и бросился в колодезь. Иоасафа удалось спасти, его вовремя вытащили  из колодца. 
В 1466 году у Иоасафа возник конфликт с царским протовестиарием Георгием Амируци, который хотел развестись со своей женой с целью заключить новый брак со своей любовницей, женой умершего Афинского графа Франко Аччаюоли. Иоасаф был категорично против такого действия, указывая, что это нарушает многие церковные правила. Тогда Амируци пожаловался султану, после чего последний приказал низложить Иоасафа и выслать за пределы Константинополя.